# PDCAAS
Аминокислотный коэффициент усваиваемости белков (Protein digestibility-corrected amino acid score (PDCAAS)) — это метод оценки качества белка, основанный на потребностях к аминокислотам человека и его способности переваривать их. Рейтинг PDCAAS был принят Управлением по контролю за продуктами и лекарствами США (FDA) и Продовольственной и сельскохозяйственной организацией Объединённых Наций / Всемирной организацией здравоохранения (ФАО / ВОЗ) в 1993 году как наиболее предпочтительный метод определения качества белка.

## PDCAAS для некоторых продуктов
Значение PDCAAS 1 является самым высоким, а 0 — самым низким. В таблице приведены рейтинги некоторых продуктов.
| 1     | коровье молоко                       |
| 1     | яйца                                 |
| 1     | казеин (молочный белок)              |
| 1     | соевый белок                         |
| 1     | сыворотка (молочный белок)           |
| 0.99  | микопротеин                          |
| 0.92  | говядина                             |
| 0.91  | соя                                  |
| 0.893 | Концентрат горохового белка (изолят) |
| 0.78  | Нут и соевые бобы                    |
| 0.75  | Фасоль чёрная                        |
| 0.73  | овощи                                |
| 0.70  | бобовые в целом                      |
| 0.66  | семена конопли                       |
| 0.64  | свежие фрукты                        |
| 0.59  | крупы и производные                  |
| 0.597 | вареный горох                        |
| 0.52  | арахис                               |
| 0.50  | рис                                  |
| 0.48  | сухофрукты                           |
| 0.525 | отруби пшеничные                     |
| 0.42  | пшеница                              |
| 0.25  | Пшеничная клейковина (пищевая)       |

## Методология
Формула для расчёта процента PDCAAS: (1 мг предельной аминокислоты в 1 г тестового белка / мг той же аминокислоты в 1 г эталонного белка) х процент истинной усвояемости.
Значение PDCAAS отличается от соотношения эффективности белка (PER) и биологической ценности (BV). PER был основан на требованиях к аминокислотам у растущих крыс, поэтому не может быть полностью применен к человеку. PDCAAS позволяет оценивать качество пищевых белков на основе потребностей людей, поскольку измеряет качество белка на основе требований аминокислот (с поправкой на усвояемость) для детей от 2 до 5 лет (считается наиболее требовательной к питанию возрастной группой). Метод BV использует поглощение азота в качестве основы. Однако он не учитывает некоторые факторы, влияющие на усвоение белка, и имеет ограниченное применение к потребностям человека в белке, потому что измеряет максимальный потенциал усвоения, а не истинную потребность. Тем не менее, BV может использоваться для оценки потребностей белка, полученного из продуктов с известными различиями в качестве.
Используя метод PDCAAS, рейтинг качества белка определяется путем сравнения аминокислотного профиля определенного пищевого белка с эталонным профилем, при этом наивысший возможный балл составляет 1.0. Этот балл означает, что после переваривания белка он обеспечивает 100 % незаменимых аминокислот.
У FDA было две причины для принятия PDCAAS в 1993 году: 1) PDCAAS основан на человеческих потребностях аминокислот, что делает его более подходящим для людей, чем метод, основанный на аминокислотных потребностях животных. 2) Продовольственная и сельскохозяйственная организация / Всемирная организация здравоохранения (ФАО / ВОЗ) ранее уже рекомендовала PDCAAS.

## Ограничения
Аминокислоты, которые выходят за пределы подвздошной кишки человека, реже поглощаются для использования в синтезе белка. Они могут выходить из организма, или могут быть поглощены бактериями, поэтому не будут присутствовать в фекалиях и, по-видимому, будут переварены. PDCAAS не учитывает, где белки были переварены.
Аналогично, аминокислоты, которые теряются из-за антипитательных факторов, присутствующих во многих пищевых продуктах, считаются переваренными в соответствии с PDCAAS.
Метод PDCAAS также может считаться неполным, поскольку диета человека, за исключением периода голода, почти никогда не содержат только один вид белка. Однако расчет диеты, основанной исключительно на значениях PDCAAS , невозможен, так как одна пища может иметь избыток одной аминокислоты, и совсем не иметь другой. Чтобы прийти к окончательному результату, все аминокислоты должны быть приняты во внимание, поэтому PDCAAS для одного вида белка как правило бесполезен.
Например, белок пшеницы имеет PDCAAS около 0.4—0.5, с низким содержанием лизина. С другой стороны, он содержит большое количество метионина. Белок белой фасоли (и многих других бобовых) имеет PDCAAS от 0.6 до 0.7, с низким содержанием метионина, и высоким содержанием лизина. Когда в рационе присутствуют разные продукты, их общий PDCAAS составляет 1.0, поскольку каждый белок дополняется другим.
Более экстремальный пример — комбинация желатина (который практически не содержит триптофан и поэтому имеет PDCAAS 0) с изолированным триптофаном (который, не имея всех других незаменимых аминокислот, также имеет PDCAAS 0). Несмотря на 0 баллов по отдельности, их комбинация в адекватных количествах имеет положительный PDCAAS, с высоким содержанием изолейцина, треонина и метионина. Согласно исследованию, проведенному Герханом Шаафсма в 2000 году, «вопросы о достоверности скоринга аминокислот требуют критической переоценки PDCAAS в его текущей форме как меры качества белка в диетах человека.» Кроме того, научное сообщество поставило под вопрос систему PDCAAS (из-за обоснованности скоринга аминокислот дошкольного возраста, достоверности истинной исправления переваривания фекалий и усечение значений PDCAAS до 100 %).
Кроме того, тот факт, что четыре разных белка с разными профилями аминокислот получают одинаковые баллы в 1.0, ставит под сомнение его полезность в качестве сравнительного инструмента. Дело в том, что они имеют разный аминокислотный состав, и естественно предположить, что они действуют по-разному в человеческом теле и должны иметь разные оценки. Этот метод не отличает их производительность по отношению друг к другу, потому что после определённого момента, они все получают одинаковый рейтинг.
Это происходит потому, что в 1990 году на совещании ФАО / ВОЗ было принято решение о том, что белки, имеющие значения выше 1.0, будут округлены или «выровнены» до 1.0, поскольку оценки выше 1.0 означают, что белок содержит незаменимые аминокислоты, превышающие потребности человека.